# رودريغو دي لاتزاري
رودريغو دي لاتزاري هو لاعب كرة قدم برازيلي في مركز الدفاع، ولد في 10 ديسمبر 1980 في كوريتيبا في البرازيل. لعب مع نادي سيينا ونادي شابيكوينسي.

## وصلات خارجية
- رودريغو دي لاتزاري على موقع قاعدة بيانات كرة القدم.إي يو (الإنجليزية)